# Cosmosoma albipuncta
Cosmosoma albipuncta là một loài bướm đêm thuộc phân họ Arctiinae, họ Erebidae.